# Cui bono
Cui bono? je latinská fráze, znamenající v čí prospěch? nebo komu ku prospěchu? (v doslovném překladu komu/kterému dobro). Občas je použita v kriminalistice či trestním právu, při soudních procesech, detektivkách apod. Stejný význam má i méně rozšířená fráze cui prodest?
Touto frází se tazatel ptá na motiv (většinou trestného nebo jiného činu), vycházeje ze zkušenosti, že úmyslné trestné činy jsou motivovány vlastním obohacením pachatele, získáním větší moci, vlivu, konkurenčních výhod a podobně.
Používáním této fráze právě v kriminálním vyšetřování se proslavil římský konzul Lucius Cassius Longinus Ravilla (kolem 125 př. n. l.). V roce 52 př. n. l. ji zpopularizoval Marcus Tullius Cicero ve své obhajobě Tita Annia Milona Papiana (Pro Tito Annio Milone ad iudicem oratio, c.32).
Fráze se používá i v politice, ať už upřímně (v takovém případě je ovšem skutečná úspěšnost nižší, protože na rozdíl od kriminálního činu není v politice snadné odhadnout dopad činu) nebo jako naznačení, že za politickým činem (např. zákonem) je kromě oficiálního důvodu i důvod jiný – například finanční zisk firmy nebo soukromé osoby.